# Calymmaria sierra
Calymmaria sierra is een spinnensoort uit de familie van de waterspinnen (Cybaeidae).
De wetenschappelijke naam van de soort werd in 2004 gepubliceerd door Heiss en Draney.